# Maxine Sanders

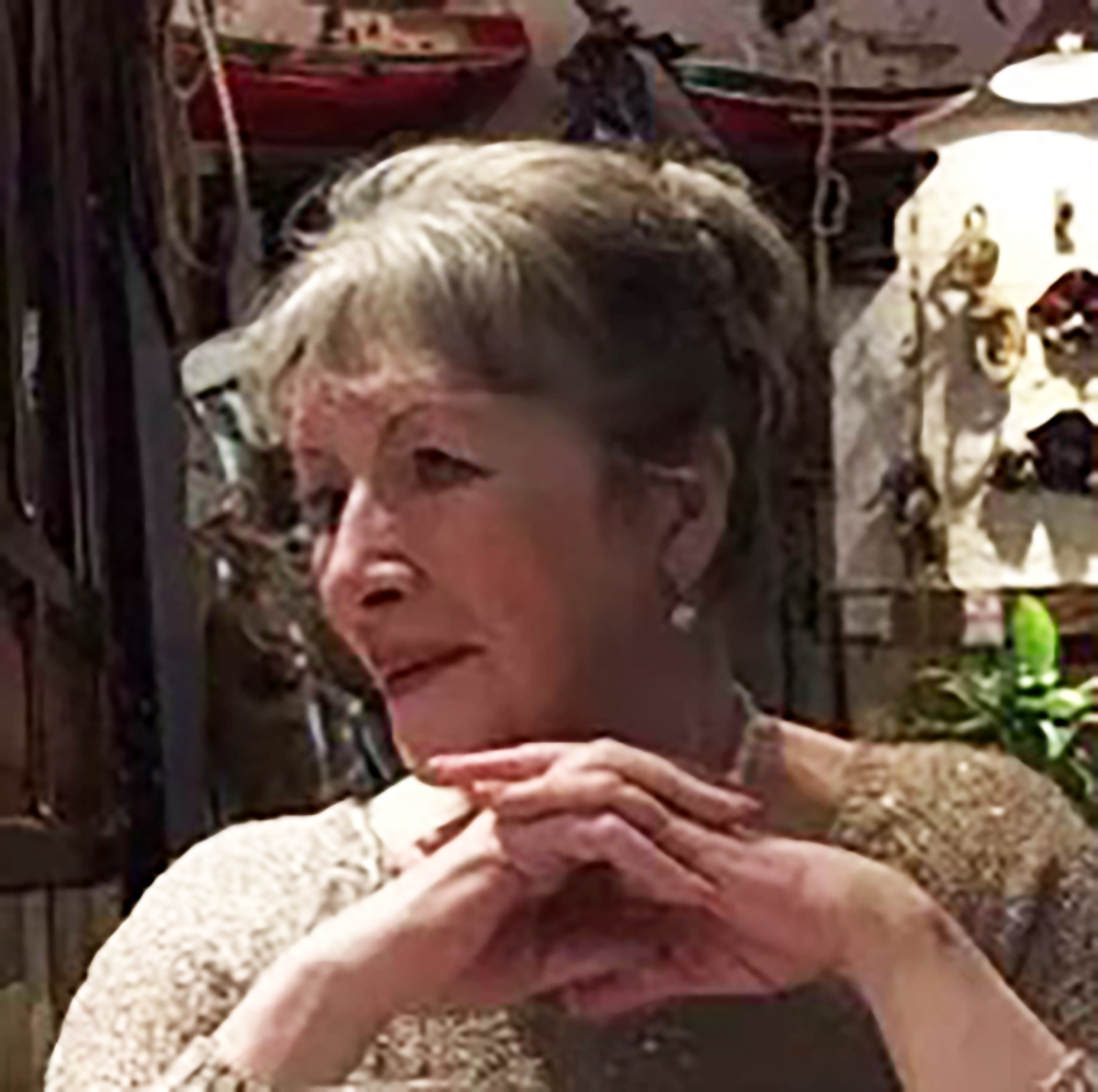
Maxine Sanders, 2016

Maxine Sanders (* 30. Dezember 1946 als Arline Maxine Morris im St. Mary’s Hospital, Cheshire) ist eine bekannte Anhängerin des Wicca und zusammen mit ihrem späteren Ehemann Alex Sanders, die Begründerin der Traditionslinie des Alexandrian Wicca.
Maxine wurde als römisch-katholische Schülerin an der St. Joseph’s Convent School in Manchester unterrichtet. In den 1960er Jahren lernte sie Alex Sanders kennen. Während ihrer Ausbildungszeit als Sekretärin wurde sie 1964 in Alex’s Coven aufgenommen. Ein Jahr später heiratete sie Alex, die Hochzeit war weder standesamtlich noch kirchlich, sondern eine Wicca-Hochzeit. 1968 heiratete sie Alex standesamtlich und zog um nach Notting Hill Gate in London. Im selben Jahr wurde ihre Tochter  Maya geboren; ihr Sohn Victor wurde 1972 geboren. Im selben Jahr trennte sie sich von ihrem Ehemann.
Die Sanders wurden in den späten 1960er und frühen 1970er Jahren landesweit bekannt durch Veröffentlichungen über den Hexenglauben, ihren Coven und Ritualen. Eine Aufzeichnung der Initiation der Janet Owen, 'A Witch is Born', wurde 1970 veröffentlicht. Sanders’ Coven erschien in Legend of the Witches (1970), Witchcraft ’70 (1970) und Secret Rites (1971). Eine Biographie über Alex erschien 1969 (King of the Witches, von June Johns); zwei Biographien über Maxine erschienen 1976 (Maxine: The Witch Queen) und 1977 (The Ecstatic Mother, von Richard Deutch).
Maxine lebte rund 35 Jahre in London, wirkte für den Coven und lehrte Wicca. 2003 zog sie sich aufs Land zurück und lebt nun in einem kleinen Haus im Snowdonia-Nationalpark in Wales. Sie reist noch viel und hält Vorträge auf Veranstaltungen.

## Bibliografie
- Maxine Sanders: Maxine: The Witch Queen. Wyndham Publications Ltd, 1976, ISBN 0-352-39738-1.
- Maxine Sanders: Firechild: The Life and Magic of Maxine Sanders "Witch Queen". Mandrake of Oxford, Ltd, 2008, ISBN 978-1-869928-97-1.